# 바에사
바에사(스페인어: Baeza)는 스페인 안달루시아 지방의 주인 하엔 주에 위치한 도시이다. 바에사는 우베다와 함께 르네상스 건축 양식으로 지어진 궁전과 성당이 많은 도시이며 이들 도시는 2003년에 유네스코가 지정한 세계유산에 선정되었다.

## 갤러리

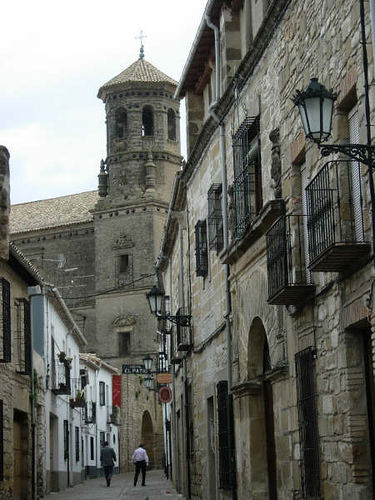
바에사 시가지